# Coupe du monde de biathlon 1987-1988
Navigation
Édition précédente Édition suivante
La 11e édition de la Coupe du monde de biathlon commence à Hochfilzen et se conclut à Jyväskylä. Cette saison marque la réunification des circuits masculin et féminin, et voit donc la première édition de la Coupe du monde féminine, après cinq saisons de Coupe d'Europe pour les femmes.
L'Allemand de l'Ouest Fritz Fischer remporte le classement général devant Eirik Kvalfoss, alors que la Norvégienne Anne Elvebakk remporte le globe de cristal devant sa compatriote Elin Kristiansen.
L'individuel et le relais programmés à Hochfilzen sont notamment reportés en fin de saison à Keuruu.

## Classements généraux
| Rang | Nom              | Points | Victoire(s) |
| ---- | ---------------- | ------ | ----------- |
| 1    | Fritz Fischer    | 171    | 1           |
| 2    | Eirik Kvalfoss   | 167    | 2           |
| 3    | Johann Passler   | 160    | 1           |
| 4    | Peter Angerer    | 151    |             |
| 5    | Andreas Zingerle | 148    |             |

| Rang | Nom                | Points | Victoire(s) |
| ---- | ------------------ | ------ | ----------- |
| 1    | Anne Elvebakk      | 202    | 1           |
| 2    | Elin Kristiansen   | 188    | 2           |
| 3    | Nadezhda Aleksieva | 178    |             |
| 4    | Petra Schaaf       | 174    |             |
| 5    | Iva Schkodreva     | 170    | 2           |